# Países Bajos en los Juegos Paralímpicos de Sochi 2014
Los Países Bajos estuvieron representados en los Juegos Paralímpicos de Sochi 2014 por siete deportistas, cuatro hombres y tres mujeres.

## Medallistas
El equipo paralímpico neerlandés obtuvo las siguientes medallas:
| Nombre        | Deporte      | Evento                                   |
| ------------- | ------------ | ---------------------------------------- |
| Oro           |              |                                          |
| Bibian Mentel | Esquí alpino | Snowboard campo a través de pie femenino |
| Plata         |              |                                          |
| —             |              |                                          |
| Bronce        |              |                                          |
| —             |              |                                          |